# Phil Nimmons
Phillip Rista 'Phil' Nimmons (Kamloops, 3 juni 1923 – Toronto, 5 april 2024) was een Canadese jazzklarinettist en componist. Hij werd beschouwd als een van de sleutelfiguren in de Canadese jazz.

## Biografie
Nimmons groeide op in Vancouver, waar hij als tiener ook een combo leidde. Tijdens zijn studie geneeskunde aan de Universiteit van Brits-Columbia speelde hij in lokale dansbands, voordat hij zich aansloot bij het kwintet van gitarist Ray Norris, dat ook voor de radio speelde. Hij schreef arrangementen voor de band en componeerde het themalied voor het radioprogramma Anthology. Van 1945 tot 1947 studeerde hij klarinet aan de Juilliard School of Music en van 1948 tot 1950 studeerde hij compositie aan het Koninklijk Conservatorium van Toronto. In 1953 richtte hij zijn eigen nonet op, dat voor de radio speelde en in 1956 op het Stratford Festival doorbrak. In datzelfde jaar speelde het ook met het Toronto Symphony Orchestra. In 1965 breidde hij de band uit tot de kracht van een bigband, die tot in het begin van de jaren 1980 doorging.
Nimmons richtte het jazzprogramma op aan de Banff School of Fine Arts in 1970. In 1973 werd hij aangesteld aan de Universiteit van Toronto, waar hij het jazzprogramma leidde tot aan zijn pensioen.
Nimmons schreef eerst composities voor kamermuziek, zoals zijn Sonatina (1948, voor fluit), Toccata (1949), een strijkkwartet (1950) en voor orkest Scherzo (1950) en Suite for Spring (1951). Op het gebied van jazz richtte hij zich in eerste instantie op Westcoast-jazz. Later schreef hij meer grootschalige jazzcomposities zoals zijn Suite PEI (1973) en de vijfdelige Transformations (1975). Zijn compositie The Torch (1988) werd uitgevoerd door Rob McConnell tijdens de Olympische Winterspelen in Calgary. Zijn plateaus: Cariboo Country Tone Poem werd uitgevoerd en opgenomen met het CBC Vancouver Orchestra.
Nimmons overleed op 5 april 2024 op 100-jarige leeftijd.

## Prijzen en onderscheidingen
In 1976 ontving hij de eerste Juno Award, gegeven voor een hedendaags jazzalbum, voor zijn Atlantic Suite opname met zijn band Nimmons 'N' Nine Plus Six. In 1993 werd hij benoemd tot officier van de Orde van Canada voor zijn diensten aan de Canadese muziek.

## Discografie
- 1956: The Canadian Scene Via the Phil Nimmons Group (Verve Records)
- 1963: Nimmons 'n' Nine (Verve)
- 1963: Take Ten (RCA Records)
- 1964: Mary Poppins Swings (RCA)
- 1965: Strictly Nimmons (RCA)
- 1970: Nimmons Now (RCA)
- 1975: The Atlantic Suite (Sackville Records)
- 2000: Sands of Time (Sackville)
- 2009: Beginnings (Nimmons 'n' Music)
- 2009: Canadian Composer Portrait: Phil Nimmons (CMC)

- Gemeinsame Normdatei: 1089830688
- International Standard Name Identifier: 0000 0000 7377 9511
- Library of Congress Control Number: n84010014
- MusicBrainz: 5b4f8e08-b85d-43f1-ad42-f34be2663a8b
- Nationale Bibliotheek van Israël: 987010984326505171
- SNAC: w6df78wn
- Virtual International Authority File: 23530994
- WorldCat: E39PBJwhyVbcrJJ7KChFdQXyBP